# Alexander Gayer

Alexander Gayer (hintere Reihe 3.v.r.) mit Rennfahrer aus seiner Trainierschule, darunter Bruno Büchner (2. Reihe, 2.v.l.)

Alexander Gayer (* 1849 in Csakathurn, Komitat Warasdin; † unbekannt) war ein österreichischer Sportlehrer in den 1890er Jahren. Er gilt als der erste professionelle Radsporttrainer der Geschichte.

## Leben
Alexander Gayer war Besitzer einer Metallwarenfabrik in Graz, in der er aus Begeisterung für den Radsport Fahrradreparaturen durchführte. 1882 wurde er Mitglied Nr. 30 des Grazer Bicycle-Club (GBC) und war kurzzeitig dessen Zeugwart. Im Jahr darauf wurde er beim ersten in der Steiermark ausgetragenen Straßenrennen Dritter.
Ab 1895 leitete Gayer im Hof seiner Werkstatt die Grazer Trainierschule, wahrscheinlich im Auftrag von Johann Puch. Dort trainierte er zahlreiche Rennfahrer aus Österreich und dem Ausland, die national und international Erfolge errangen. Darunter waren Bruno Büchner, Franz Seidl, der spätere sechsmalige dänische Weltmeister Thorvald Ellegaard, Franz Gerger, Karl Käser, Emile Huet und Oskar Breitling. Auch der Hobbyradsportler und Journalist Michelangelo von Zois, ein großer Verehrer von Gayer, trainierte in dessen Schule und erhielt von diesem den auf das Sitzfleisch bezogenen Rat: „Wissen´s, mein lieber Baron, solche Rennen werden nicht mit den Beinen, sondern mit dem ... gewonnen.“ Obwohl damals Doping bei den Rennfahrern an der Tagungsordnung war, soll Gayer derartige Stimulantien abgelehnt haben: „Auch Gayer gab manchmal seinen Leuten vor dem Starte einen Trank ein, das war aber nichts anderes als Schilcher, ein sehr leichter steirischer roter Wein.“
Später war die Trainierschule von Gayer offensichtlich identisch mit der Styria-Rennmannschaft. Auch eine Tochter von Gayer, Paula (Jg. 1873), war Radsportlerin und fuhr Tourenrennen.